# Брудін Михайло Юрійович
Михайло Юрійович Брудін (нар. 3 січня 2005) — український легкоатлет, який спеціалізується на метанні диска.
На національних змаганнях представляє Донецьку область.
Тренується під керівництвом батька, Юрія Брудіна.
Двоюрідною бабусею Михайла була видатна метальниця диска, олімпійська чемпіонка та рекордсменка світу Фаїна Мельник (1945—2016).

## Спортивні досягнення
Бронзовий призер чемпіонату світу серед юніорів у метанні диска (2022).
Чемпіон Європи серед юнаків у метанні диска (2022).
Чемпіон Асоціації Балканських легкоатлетичних федерацій серед юнаків у метанні диска (2021).
Чемпіон України серед юніорів (2021) та зимовий чемпіон України серед юніорів (2022) у метанні диска.
Чемпіон України серед юнаків (2020, 2021) та зимовий чемпіон України серед юнаків (2021) у метанні диска.

## Виступи на основних міжнародних змаганнях
| Рік  | Чемпіонат                      | Місце проведення  | Місце | Результат | Примітки |
| ---- | ------------------------------ | ----------------- | ----- | --------- | -------- |
| 2022 | Чемпіонат Європи серед юнаків  | Єрусалим, Ізраїль | 1     | 64,51 м   | CR       |
| 2022 | Чемпіонат світу серед юніорів  | Калі, Колумбія    | 3     | 63,30 м   | PB       |
| 2023 | Чемпіонат Європи серед юніорів | Єрусалим, Ізраїль | 1     | 66,58 м   | WU20L    |
| 2024 | Чемпіонат світу серед юніорів  | Ліма, Перу        | 4     | 61,69 м   |          |
| 2025 | Чемпіонат Європи серед молоді  | Берген, Норвегія  | 4     | 59,85 м   |          |
| 2025 | Універсіада                    | Бохум, Німеччина  | 3     | 60,71 м   |          |